# Ligorthese
Een ligorthese is een hulpmiddel om een gecorrigeerde of comfortabele houding te verkrijgen. Er bestaan vaste ligorthesen, waarbij de orthese uit één stuk gegoten is en dynamische ligorthesen deze bestaat uit afzonderlijke en/of flexibele stukken. 
Een ligorthese wordt onder andere veel gebruikt door kinderen en volwassenen met een meervoudige beperking, een cerebrale parese, tijdens revalidatie na een operatie (bijvoorbeeld een adductorentenotomie), bij bepaalde spierziekten, om decubitus tegen te gaan, bij scoliose of heupluxatie. 
Een vaste ligorthese wordt op maat gemaakt. Wanneer de gewenste lighouding, afhankelijk van het doel (comfort, correctie en/of preventie) is bepaald wordt een naar het lichaam gevormde afdruk gemaakt in het materiaal van de ligorthese. De persoon ligt dus in een ‘uitsparing’ die de lijnen van zijn lichaam volgt. Er bestaan buikligorthesen, rugligorthesen en zijligorthesen. 
De ligorthese kan op een verrijdbaar onderstel worden geplaatst. Het kan ook los in een bed of op een andere plek worden neergezet.